# Ultrapar
Ultra es una empresa brasileña que opera en los sectores de distribución de combustibles, a través de Ipiranga y Ultragaz; en la producción de especialidades químicas, a través de Oxiteno; en el almacenamiento de graneles líquidos, a través de Ultracargo; y en farmacias, a través de Extrafarma, todas ellas subsidiarias controladas íntegramente por la participación Ultrapar. La empresa cotiza en la bolsa de Sao Paulo con el nombre de Ultrapar y en la bolsa de Nueva York (NYSE).
Ultra es la cuarta empresa más grande de Brasil y, según la publicación anual Valor 1000 del diario brasileño Valor Econômico, sus ingresos netos en 2013 fueron de 60,9 mil millones de reales (BRL).
Ultra se encuentra entre las 500 empresas más grandes del mundo, según un ranking elaborado por la revista Fortune en 2014.